# Alfred Bengsch
Alfred Bengsch, nemški duhovnik, škof in kardinal, * 10. september 1921, Berlin, † 13. december 1979, Vzhodni Berlin, Nemška Demokratična Republika.

## Življenjepis
2. aprila 1950 je prejel duhovniško posvečenje.
2. maja 1959 je bil imenovan za pomožnega škofa Berlina in za naslovnega škofa Tubie; 11. junija istega leta je prejel škofovsko posvečenje.
16. avgusta 1961 je postal škof Berlina in 14. januarja 1962 je bil razglašen za nadškofa.
26. junija 1967 je bil povzdignjen v kardinala in imenovan za kardinal-duhovnika S. Filippo Neri in Eurosia.